# Под местным наркозом
Под местным наркозом (нем. Örtlich betäubt) — роман немецкого писателя Гюнтера Грасса, вышедший в 1969 году. В нём рассказывается история школьного учителя-идеалиста, который считает, что общество, как и ученик, учится на опыте и разуме.

## Сюжет
Эберхард Старуш — 40-летний учитель немецкого языка и истории, живущий в Западном Берлине и выступающий трагикомическим центром романа. На заднем плане один из его учеников, Филипп Шербаум, планирует поджечь свою собаку Макса на Курфюрстендамме в знак протеста против участия США во Вьетнамской войне. Старушу предстоит длинная череда стоматологических операций в 1967 году в хирургической клинике, где телевидение используется как метод отвлечения пациентов от операций и связанной с ними боли, в результате чего получаемые телевизионные изображения сливаются и сливаются с его сознанием и размышлениями. Старуш вспоминает свои собственные размышления о политическом прошлом и послевоенной ситуации в Германии Аденауэра, а также о неадекватности, с его точки зрения, как левых, так и правых политических идеологий и партийных позиций в тот период (при этом кариес выступал метафорой более широкого духовного развития и политический упадок).Книга представляет собой по большей части внутренний монолог с точки зрения Старуша, лишь в ограниченных случаях перемежающийся вопросами и наблюдениями его дантиста.

## Контекст
Грасс был глубоко тронут, узнав о группе Хюбенера, трех мормонах-подростках, которые распространяли антинацистские материалы, вдохновленные лондонскими радиопередачами BBC, и были арестованы гестапо в Гамбурге. Двое были отправлены в трудовые лагеря, а сам автор, Хельмут Хюбенер, был казнен на гильотине как 17-летний предатель Рейха. Гитлер лично отказался отменить или смягчить приговор. В интервью для документального фильма «Правда и убеждение» (см. внешнюю ссылку ниже) Грасс сказал, что его постоянно терзало то, что он и другие немцы не могли каким-то образом копнуть глубже, раньше разглядеть нацистский обман и найти в себе смелость встать на ноги. В конечном итоге это помогло Грассу сублимировать свою боль и превратить ее в роман.

## Отзывы
Анатоль Бройард написал в «New York Times», что «в предыдущих книгах Грасса мало что могло подготовить нас к этой. Там, где они были обширными и потакающими своим прихотям, „Под местным наркозом“ скуден и ироничен». Бройард писал, что автор «безжалостно высмеивает бессилие, мазохизм и отчаянные меры, которые делают участь либерала такой тяжелой». Что касается технических аспектов, он писал, что «Травс овладел всем, чему научилась художественная литература за последние два десятилетия, и он использует эти знания так хорошо, что книга представляет собой блестящее проявление силы. Сила, оно никогда не снисходит до своего содержания. Каждое изобретение удовлетворяет потребность и звучит естественно»